# Claus Malling Christensen
Claus Malling Christensen (født 25. februar 1962 på Frederiksberg) i Danmark) er en international erhvervsleder og investor, som er uddannet civiløkonom på Copenhagen Business School og efterfølgende har gennemført lederuddannelsen Stanford Executive Program på Stanford University Graduate School of Business i Californien. 
Som tidligere leder hos IBM, er han blevet bedt om at kommenterer på ledelsesmæssige forhold m.m. i store danske datterselskaber af multinationale virksomheder og hos IBM i særdeleshed. Kilde: Se link til artikel i ComputerWorld forneden.
Claus M. Christensen var med til at starte Apple Computer i Danmark i 1987 og han har siden bestridt ledende stillinger i Danmark, Tyskland, Holland og USA hos Apple Computer Europe, Motorola Cellular Subscriber Division Europe, Nomeco, IBM Healthcare & Life Sciences, SAS Institute og senest som landechef hos Dassault Systèmes, inden han blev fuldtidsinvestor i 2014. Kilde: Se link til LinkedIn profil forneden.
Tillidshverv: Formand for Lyngby Taekwondo Klub 2000-05 og præsident for Holte Rotary Klub 2009-10.